# John W. Tukey
John Wilder Tukey (16 de junio de 1915-26 de julio de 2000). Estadístico estadounidense nacido en  New Bedford, Massachusetts, conocido entre otras cosas por el desarrollo de la  FFT (Fast Fourier Transform, que es un algoritmo para el cómputo de la DFT o Discrete Fourier Transform), así como el Diagrama de la caja y bigotes, o Box plot. Obtuvo su doctorado Ph.D. en topología, campo en el que también obtuvo renombre. Fue un niño prodigio que a los tres años ya había aprendido a leer por su cuenta.

## Biografía
Tukey se graduó de químico obteniendo el grado B.Sc. en 1936 y una maestría M.Sc. en 1937, en la Universidad de Brown. La Universidad de Brown contaba en aquella época con la mejor biblioteca de matemáticas y ya allí tomó cursos de nivel de postgrado de matemáticas. Luego pasó a la Universidad de Princeton en donde cambió la química por las matemáticas, doctorándose en 1938, con la tutoría de Solomon Lefschetz. Su tesis "Denumerability in Topology" fue publicada en 1940 como Convergence and uniformity in topology. 
En 1939 trabajó con Feynman en una teoría de los flexágonos. Encontraron una fórmula para el comportamiento asintótico del número de hexaflexágonos de n lados. Feynman descubrió un diagrama que indicaba todos los caminos por un hexaflexágono, quizás esto haya sido un estímulo en su desarrollo de los diagramas de Feynman. 
En 1942, Tukey y Stone demostraron el teorema del emparedado de jamón, que dice que hay un plano que bisecta los volúmenes de las dos rebanadas de pan y de jamón.
Durante la Segunda Guerra Mundial, Tukey trabajó en investigación en artillería, en la Fire Control Research office, en donde el trabajo en estadística le agradó y en donde conoció a los estadísticos Samuel Wilks y William Cochran. También trabajó en el desciframiento de códigos; trabajó en el análisis del sistema Enigma y de los códigos rusos. En una carta de 1942 de Norbert Wiener del MIT consta que Tukey estaba trabajando del análisis por autocorrelación de series de tiempo.
Después de la guerra regresó a Princeton repartiendo su tiempo entre la Universidad de Princeton, en donde por sugerencia de Samuel Wilks trabajó en estadística en el departamento de matemáticas, y también, a partir de 1945, en los Laboratorios Bell Labs de la compañía de teléfonos Bell, (después seccionada por la ley de antimonopolio y llamada AT&T), en donde trabajó con Shewhart, Hamming y  Shannon. En la Universidad de Princeton fue contratado como profesor asistente en 1941 y luego, con únicamente 35 años fue ascendido a profesor titular; allí también fundó en Departamento de estadística. En los Laboratorios Bell, trabajó en el desarrollo de la técnica cepstral (cepstrum) para la estimación de la profundidad de eventos sísmicos, con B. P. Bogert y  M. J. R. Healy. También allí hizo trabajos sobre el tracto vocal, Atal, Chang y Mathews.
En 1950 se casó con Elizabeth Louise Rapp, pero no tuvieron hijos. Tukey se retiró en 1985, a los 70 años, tanto de la Universidad de Princeton como de los Bell Labs. Murió en Nuevo Brunswick (Nueva Jersey) el 26 de julio de 2000.

## Contribuciones científicas
Sus intereses en el ámbito estadístico fueron diversos. Tukey es  reconocido en particular por su desarrollo, junto con James Cooley, del algoritmo Cooley y Tukey para el cálculo de la transformada rápida de Fourier. En 1970, contribuyó significativamente en lo que ahora conocemos como la Estimación Jackknife, también denominada la Quenouille-Tukey Jackknife. Introdujo los diagramas de caja (Box Plot) en su libro de 1977, denominado Análisis exploratorio de datos. En este trabajo también propuso el uso de la mediana móvil (running median) para el análisis de series de tiempos, que derivó en el filtro mediano, usado en el tratamiento de señales en ingeniería, y también en el tratamiento de imágenes como filtro alisador (smoothing filter).
Articuló la importante distinción entre los análisis exploratorio y confirmativo de datos, estimando que gran parte de la metodología estadística, ponía demasiado énfasis en este último aspecto. Aunque creía en la utilidad de separar los dos tipos de análisis, Tukey pensaba en ocasiones que, especialmente en las ciencias naturales, esta distinción resulta problemática, y llamó a estas «Ciencias Incómodas».
Entre sus muchas contribuciones, Tukey prestó sus servicios en un comité de la Sociedad Estadística Americana que produjo un informe que criticaba las conclusiones del Informe Kinsey, Problemas estadísticos del Informe Kinsey sobre el Comportamiento sexual del varón.

### Términos estadísticos
Tukey acuñó muchos términos estadísticos que ahora son de uso común, pero las dos palabras más famosas inventadas por él están relacionadas con la informática. Mientras trabajaba con John Von Neumann en los primeros diseños de computadoras, Tukey introdujo la palabra "bit" como contracción de «Dígito binario» (por sus siglas en inglés Binary Digit). Tukey también usó el término "Software de Computación" (Computer Software) en un contexto computacional en un artículo escrito en 1958, en el American Mathematical Monthly, lo que aparentemente constituye el primer uso del término.
También fue el creador del no tan conocido "Lines Media-Media", un método más simple para obtener la línea de regresión.

## Citas
- A D Gordon ofreció el siguiente resumen de los principios estadísticos de Tukey para la práctica:

... la utilidad y la limitación de la estadística matemática; la importancia de tener métodos de análisis estadístico que son robustos a las violaciones de las asunciones subyacentes de su uso; la necesidad de amontonar la experiencia del comportamiento de métodos de análisis específicos para proporcionar la dirección en su uso; la importancia de permitir la posibilidad de que los datos influencien la opción del método por el cual son analizados; la necesidad de tener estadísticos que rechacen el papel del «guarda de la verdad probada», y de resistir tentativas de proporcionar de una vez por todas soluciones y de poner en orden unificaciones del tema; la naturaleza iterativa del análisis de datos; implicaciones de la energía, de la disponibilidad y de la bajeza de costos de las facilidades computacionales; el entrenamiento de estadísticos.

- Es mucho mejor una respuesta aproximada a la pregunta correcta, aunque normalmente sea vaga, que la respuesta correcta a la pregunta errónea, aunque siempre pueda hacerse de forma precisa, J. W. Tukey (1962), El Futuro del análisis de datos.
- La combinación de ciertos datos con un ardiente deseo de respuesta no asegura que pueda extraerse una respuesta razonable del cuerpo de datos dado, J.W. Tukey (1986), Sunset salvo.

## Publicaciones
- The collected works. Many of Tukey’s published papers, as well as a number of previously unpublished works (e.g., The Problem of Multiple Comparisons), appear in The Collected Works of John W. Tukey (henceforth CWJT), first published by Wadsworth, and more recently by CRC Press. CWJT was Bill Cleveland’s wonderful prescient idea. Each volume has forewords by JWT and its editor, discussing various of the individual papers.

The volumes are:
I, II. Time Series (1984–85) (D. R. Brillinger, ed.).
III, IV. Philosophy and Principles of Data Analysis (1986) (L. V. Jones, ed.). V. Graphics (1988) (W. S. Cleveland, ed.).
VI. More Mathematical (1990) (C. L. Mallows, ed.).
VII. Factorial and ANOVA (1992) (D. R. Cox, ed.).
VIII. Multiple Comparisons (1994) (H. I. Braun, ed.).